# FK Atyraou
Maillots
Actualités
Le Atyraou Fýtbol Klýby (en kazakh : Атырау футбол клубы), plus couramment abrégé en Atyraou FK, est un club kazakh de football fondé en 1980 et basé dans la ville d'Atyraou.

## Historique
- 1980 : fondation du club sous le nom de Prikaspeits Atyraou
- 2000 : le club est renommé FK Atyraou
- 2002 : 1re participation à une Coupe d'Europe (C3, saison 2002/03)

## Bilan sportif

### Palmarès
| \| - Championnat du Kazakhstan : - Vice-champion : 2001 et 2002. - Coupe du Kazakhstan (1) : - Vainqueur : 2009. - Finaliste : 2017, 2018, 2019 et 2024. \| \| - Supercoupe du Kazakhstan : - Finaliste : 2010. - Championnat du Kazakhstan de D2 (1) : - Champion : 2020 (Conférence 2). \| |  | |
| - Championnat du Kazakhstan : - Vice-champion : 2001 et 2002. - Coupe du Kazakhstan (1) : - Vainqueur : 2009. - Finaliste : 2017, 2018, 2019 et 2024. |  | - Supercoupe du Kazakhstan : - Finaliste : 2010. - Championnat du Kazakhstan de D2 (1) : - Champion : 2020 (Conférence 2). |

### Classements en championnat
La frise ci-dessous résume les classements successifs du club en championnat du Kazakhstan.

### Bilan par saison
Légende
- Vainqueur de la compétition.
- Vice-champion ou finaliste de la compétition.
- Promotion en division supérieure.
- Relégation en division inférieure.

| Saison      | Championnat     | Championnat  | Championnat  | Championnat  | Championnat  | Championnat  | Championnat  | Championnat  | Championnat  | Championnat  | Coupe du Kazakhstan |
| Saison      | Division        | Pos          | Pts          | J            | V            | N            | D            | BP           | BC           | Diff         | Coupe du Kazakhstan |
| ----------- | --------------- | ------------ | ------------ | ------------ | ------------ | ------------ | ------------ | ------------ | ------------ | ------------ | ------------------- |
| 1980 (URSS) | 3e Zone 7       | 19e          | 15           | 38           | 5            | 5            | 28           | 27           | 95           | -68          | —                   |
| 1981 (URSS) | 3e Zone 7       | 18e          | 14           | 36           | 5            | 4            | 27           | 20           | 75           | -55          | —                   |
| 1982-1999   | Club inactif    | Club inactif | Club inactif | Club inactif | Club inactif | Club inactif | Club inactif | Club inactif | Club inactif | Club inactif | Club inactif        |
| 2000        | 2e              | 4e           | 19           | 11           | 6            | 1            | 4            | 19           | 10           | +9           | —                   |
| 2001        | 1re             | 2e           | 70           | 32           | 21           | 7            | 4            | 53           | 16           | +37          | Demi-finales        |
| 2002        | 1re             | 2e           | 63           | 32           | 19           | 3            | 7            | 43           | 22           | +21          | Huitièmes de finale |
| 2003        | 1re             | 4e           | 53           | 32           | 16           | 5            | 11           | 48           | 42           | +6           | Huitièmes de finale |
| 2004        | 1re             | 5e           | 71           | 36           | 20           | 11           | 5            | 49           | 31           | +18          | Demi-finales        |
| 2005        | 1re             | 10e          | 37           | 30           | 10           | 7            | 13           | 32           | 36           | -4           | Demi-finales        |
| 2006        | 1re             | 14e          | 29           | 30           | 8            | 5            | 17           | 25           | 47           | -22          | Huitièmes de finale |
| 2007        | 1re             | 14e          | 30           | 30           | 8            | 6            | 16           | 29           | 39           | -10          | Huitièmes de finale |
| 2008        | 1re             | 15e          | 19           | 30           | 3            | 10           | 17           | 22           | 54           | -32          | Huitièmes de finale |
| 2009        | 1re             | 6e           | 40           | 26           | 11           | 7            | 8            | 37           | 29           | +8           | Vainqueur           |
| 2010        | 1re             | 5e           | 44           | 32           | 13           | 5            | 14           | 36           | 44           | -8           | Quarts de finale    |
| 2011        | 1re             | 10e          | 24           | 32           | 8            | 10           | 14           | 28           | 43           | -15          | Huitièmes de finale |
| 2012        | 1re             | 11e          | 27           | 26           | 7            | 6            | 13           | 16           | 32           | -16          | Seizièmes de finale |
| 2013        | 1re             | 8e           | 28           | 32           | 10           | 11           | 11           | 26           | 38           | -12          | Seizièmes de finale |
| 2014        | 1re             | 9e           | 25           | 32           | 10           | 7            | 15           | 30           | 43           | -13          | Quarts de finale    |
| 2015        | 1re             | 5e           | 27           | 32           | 11           | 12           | 9            | 31           | 33           | -2           | Huitièmes de finale |
| 2016        | 1re             | 8e           | 39           | 32           | 10           | 9            | 13           | 35           | 39           | -4           | Demi-finales        |
| 2017        | 1re             | 8e           | 35           | 33           | 10           | 8            | 15           | 34           | 54           | -20          | Finale              |
| 2018        | 1re             | 9e           | 36           | 33           | 9            | 9            | 15           | 34           | 47           | -13          | Finale              |
| 2019        | 1re             | 11e          | 26           | 33           | 6            | 8            | 19           | 25           | 58           | -33          | Finale              |
| 2020        | 2e Conférence 2 | 1er          | 27           | 12           | 8            | 3            | 1            | 21           | 11           | +10          | —                   |
| 2021        | 1re             | 11e          | 28           | 26           | 7            | 7            | 12           | 25           | 40           | -15          | Phase de groupes    |
| 2022        | 1re             | 11e          | 29           | 26           | 7            | 8            | 11           | 30           | 39           | -9           | Phase de groupes    |
| 2023        | 1re             | 7e           | 34           | 26           | 8            | 10           | 8            | 24           | 27           | -3           | Demi-finales        |

### Bilan européen
Note : dans les résultats ci-dessous, le score du club est toujours donné en premier.
| Saison    | Compétition  | Tour            | Club           | Domicile | Extérieur | Total |
| --------- | ------------ | --------------- | -------------- | -------- | --------- | ----- |
| 2002-2003 | Coupe UEFA   | Premier tour Q  | Matador Púchov | 0 - 0    | 0 - 2     | 0 - 2 |
| 2003-2004 | Coupe UEFA   | Premier tour Q  | Levski Sofia   | 1 - 4    | 0 - 2     | 1 - 6 |
| 2010-2011 | Ligue Europa | Deuxième tour Q | Győri ETO      | 0 - 3    | 0 - 2     | 0 - 5 |

## Personnalités du club

### Entraîneurs du club
- Alibek Amirov (1980 - 1981)
- Kairat Aïmanov (2000)
- Vait Talgaïev (2000–02)
- Oleksandr Holokolosov (2002–05)
- Sergueï Timofeev (2005)
- Aleksandr Averianov (2006)
- Mourat Mounbaïev (2006)
- Vyacheslav Yeremeïev (2007)
- Bakhtiyar Baïseitov (2007)
- Sergueï Volgine (2008)
- Sergueï Andreïev (2008)
- Anton Shokh (2009)
- Vakhid Masoudov (2009–2010)
- Viktor Pasulko (2010)
- Kairat Aïmanov (2010)
- Ramiz Mammadov (2010–11)
- Zoran Filipović (2011–12)
- Youri Konkov (2012)
- Miodrag Radulović (2012-2013)
- Anatoliy Yourevitch (2013–2014)
- Vladimir Nikitenko (2014–2016)
- Stoycho Mladenov (2016)
- Zoran Vulić (2016–2017)
- Sergueï Pavlov (2017)
- Vakhid Masoudov (2018)
- Adrian Sosnovchi (2018)
- Viktor Kumikov (2018–19)
- Kuanysh Kabdoulov (intérim) (2019)
- Oleg Douloub (2019)
- Kuanich Kabdoulov (intérim) (2019–2020)
- Aram Voskanian (2020–)